# 岐阜市立藍川北中学校
岐阜市立藍川北中学校（ぎふしりつ あいかわきたちゅうがっこう）は、かつて岐阜県岐阜市にあった公立中学校。
岐阜市立藍川小学校と統合し、義務教育学校の岐阜市立藍川北学園の開設により、2025年（令和7年）3月に廃校。

## 概要
岐阜市立藍川小学校との施設分離型小中一貫校（岐阜市型小中一貫校）であり、両校を合わせて「藍川北学園」と呼称していた。藍川北学園は後に義務教育学校の岐阜市立藍川北学園の名称になった。
校舎は改修され、岐阜市立藍川北学園の校舎となっている。

## 沿革
- 1982年（昭和57年） - 加野・岩井地区の中学校建設促進連盟が結成される。
- 1987年（昭和62年）4月1日 - 藍川中学校から分離し開校[2]。
- 2015年（平成27年）4月 - 岐阜市立藍川小学校との小中一貫教育を開始する。
- 2020年（令和2年）4月 - 藍川小学校との岐阜市型小中一貫校となる。
- 2021年（令和3年）4月 - 小中一貫校の呼称が「藍川北学園」となる。
- 2024年（令和6年）4月 - 校舎を岐阜市立藍川北学園校舎として改修するため、藍川小学校校舎での授業となる。
- 2025年（令和7年）
  - 3月7日 - 最後の卒業式を行う。
  - 3月26日 - 閉校式を行う。
  - 3月31日 - 閉校。

## 進学前小学校[3]
- 岐阜市立藍川小学校